# Pancararus

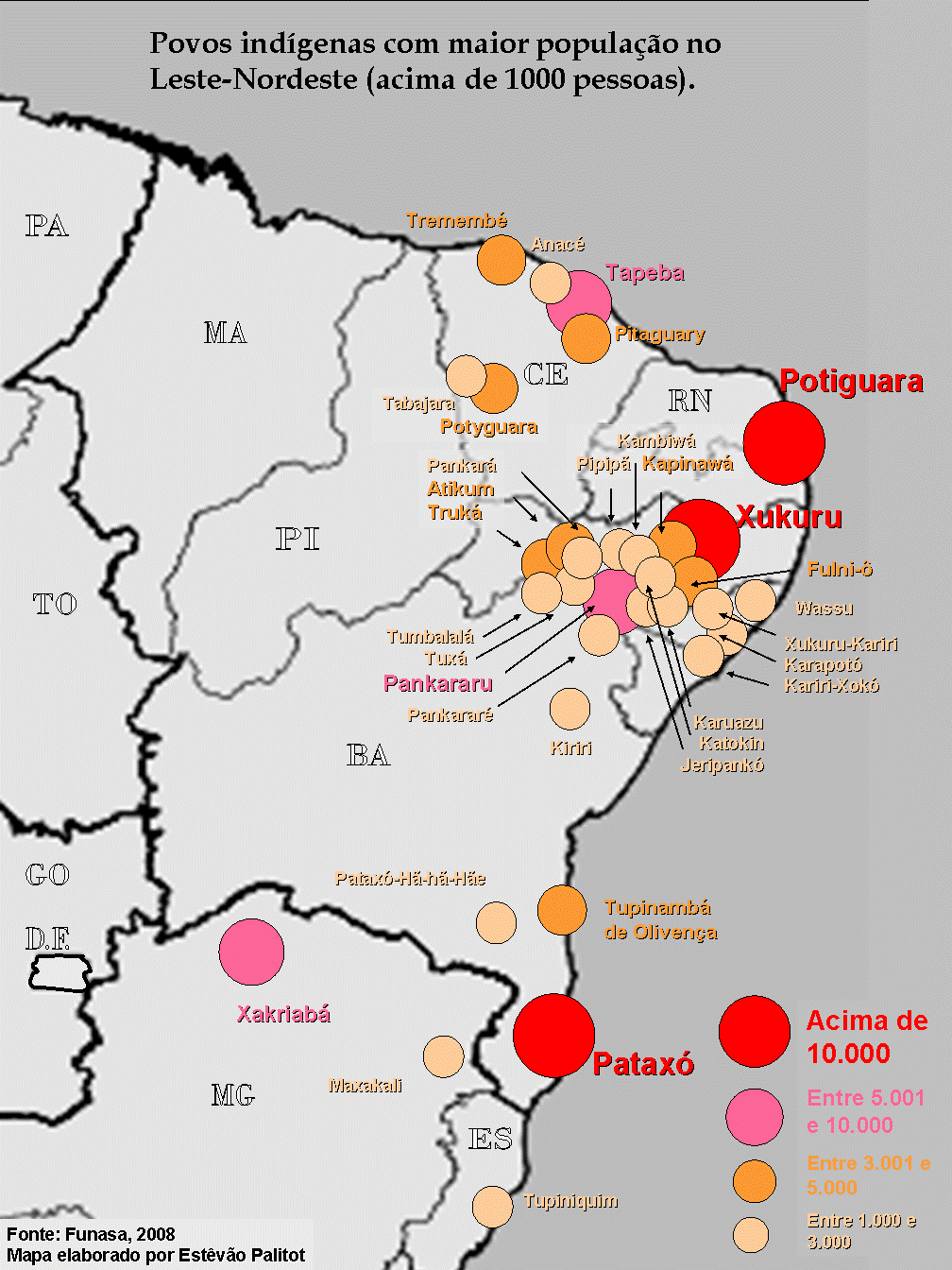
Etnia indígenas mais populosas no Leste-Nordeste.

Os pankararus são um grupo indígena brasileiro que habita as proximidades do médio rio São Francisco, nos limites dos municípios de Tacaratu e Petrolândia, ambos no estado de Pernambuco (na Área Indígena Pankararu e Terra Indígena Entre Serras), e o Norte da Serra do Ramalho, no município de Bom Jesus da Lapa, no estado da Bahia (na Área Indígena Vargem Alegre).

## Pessoas notáveis
- Maria das Dores de Oliveira - linguista[2]